# Ван-Сиклен-авеню (линия Нью-Лотс, Ай-ар-ти)
|   |   |  |   |   |
| · | · |  | · | · |

|   |   |  |   |   |
| · | · |  | · | · |

«Ван-Сиклен-авеню» (англ. Van Siclen Avenue) — станция Нью-Йоркского метрополитена, расположенная на линии Нью-Лотс, Ай-ар-ти. Станция находится на пересечении Ван Сиклен-авеню и Ливония-авеню в округе Ист Нью-Йорк, Бруклин и представлена двумя боковыми платформами, обслуживающими два пути. На станции останавливаются маршруты: 2 (часть рейсов в часы пик в пиковом направлении), 3 (круглосуточно, кроме ночи) и 4 (ночью, а также часть рейсов в часы пик в пиковом направлении).
Эта эстакадная станция была открыта 16 октября 1922 года. Представлена двумя боковыми платформами, двумя путями между ними и местом для центрального третьего пути, который не был проложен. Обе платформы имеют бежевые ветрозащитные заборы и навесы, поддерживаемые стандартными зелёными колоннами. По бокам платформ имеются лишь чёрные невысокие заборы. Название станции имеется на небольших чёрных табличках, установленных на ветрозащитных заборах.
Единственный выход расположен в деревянном вестибюле под станцией. С платформ туда можно попасть благодаря двум лестницам, расположенным в южном (географически — восточном) конце станции, у последних дверей последнего вагона, если ехать из Манхеттена. Благодаря переходу возможен бесплатный проход между направлениями. Также имеется зона ожидания. Выход представляет собой стандартный турникет и две лестницы, спускающиеся в северо-западный и юго-восточный углы перекрёстка Ван-Сиклен-авеню и Ливония-авеню. Здание станции покрашено в красный цвет.